# Seebenstein (hrad)
Seebenstein je hrad ve stejnojmenné obci v okrese Neunkirchen v rakouské spolkové zemi Dolní Rakousy. Skládá se ze dvou hlavních částí: starého hradu se zaoblenou věží a palácem ze 13.–14. století a mladšího jádra výšinného hradu z 15.–17. století. V paláci je uložena sbírka zbraní, mariánská socha (asi od Veita Stosse nebo Tilmana Riemenschneidera a v nároží stojí hradní kaple.

## Historie

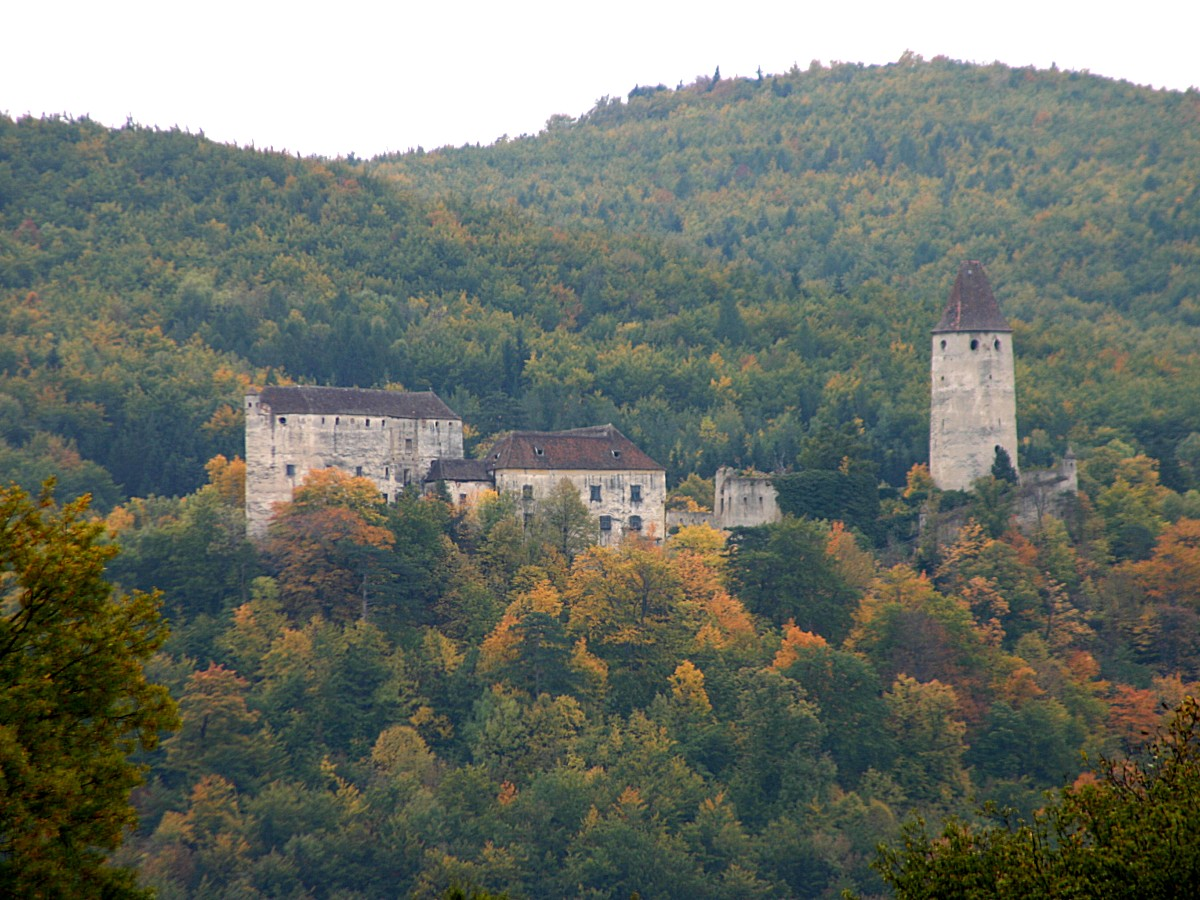
Hrad Seebenstein

Hrad založil kolem roku 1045 Gottfried z Wels-Lambachů a asi roku 1049 přešel na Formbachy. Potom byl v držení Ithy z Fombach-Ratelnsbergů, kteří odtud odcestovali do Svaté země a už se nikdy nevrátili. Když Fombachové ve 12. století vymřeli, přešel hrad na Wildensteiny. V roce 1170 je poprvé zmiňován Kadolz von Seebenstein.
V následujících staletí změnil hrad vícekrát své majitele, mezi nimi byl také rod Lichtenštejnů (14. století), Seebecků (1403–1432) a od 1432 Königsbergové. Poslední z nich stavěl dochovaný hrad. V roce 1683 byl hrad neúspěšně obléhán Turky. V 17. století přešel na Pergeny, kteří v údolí postavili nový zámek a hrad nechali chátrat.
V roce 1790 si hrad pronajal Anton David Steiger (1755–1832) a založil zde spolek Wildensteiner zur blauen Erde. Spolek byl roku 1824 rozpuštěn a krátce poté hrad koupili Lichtenštejnové. Od roku 1942 je hrad ve vlastnictví rodiny Nehammerů.